# Capacímetro

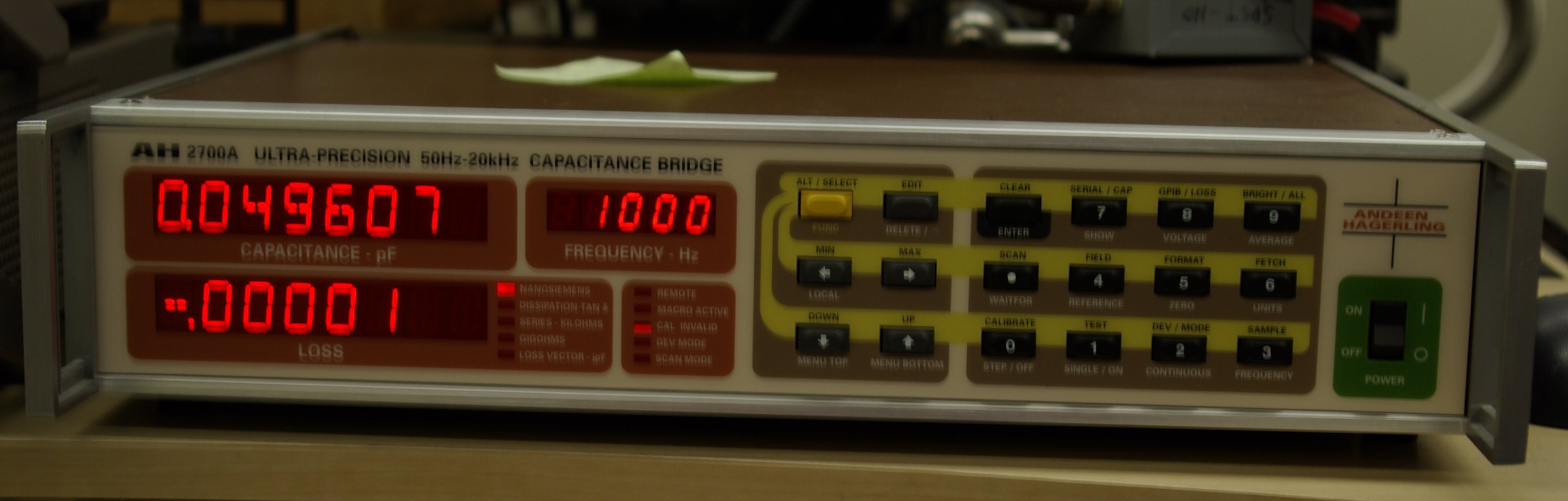
Figura 1: Capacímetro digital..

El capacímetro es un equipo de prueba electrónico utilizado para medir la capacidad o capacitancia de los condensadores. Dependiendo de la sofisticación del equipo, puede simplemente mostrar la capacidad o también puede medir una serie de parámetros tales como las fugas, la resistencia del dieléctrico o la componente inductiva.

## Equipos simples
Muchos multímetros también contienen una función para medir capacidad pero no la mide sino la compara. Suelen operar mediante el proceso de la carga y descarga del condensador en virtud del aumento de la tensión resultante. La tensión varía de modo más lento cuanto mayor sea la capacitancia. Estos dispositivos pueden medir valores en el rango de nanofaradios a unos pocos cientos de microfaradios. Cuando estemos trabajando comprobando condensadores en una placa, es mejor de-soldarlos debido a que el multímetro puede dar un valor erróneo.
También es común encontrar medidores LCR que permiten medir las magnitudes de inductancia, resistencia y capacitancia.
Los instrumentos modernos por lo general incluyen una pantalla digital, así como modos de ensayos automatizados simples que permiten su uso en entornos de producción.

Medición de la capacidad del condensador rotativo
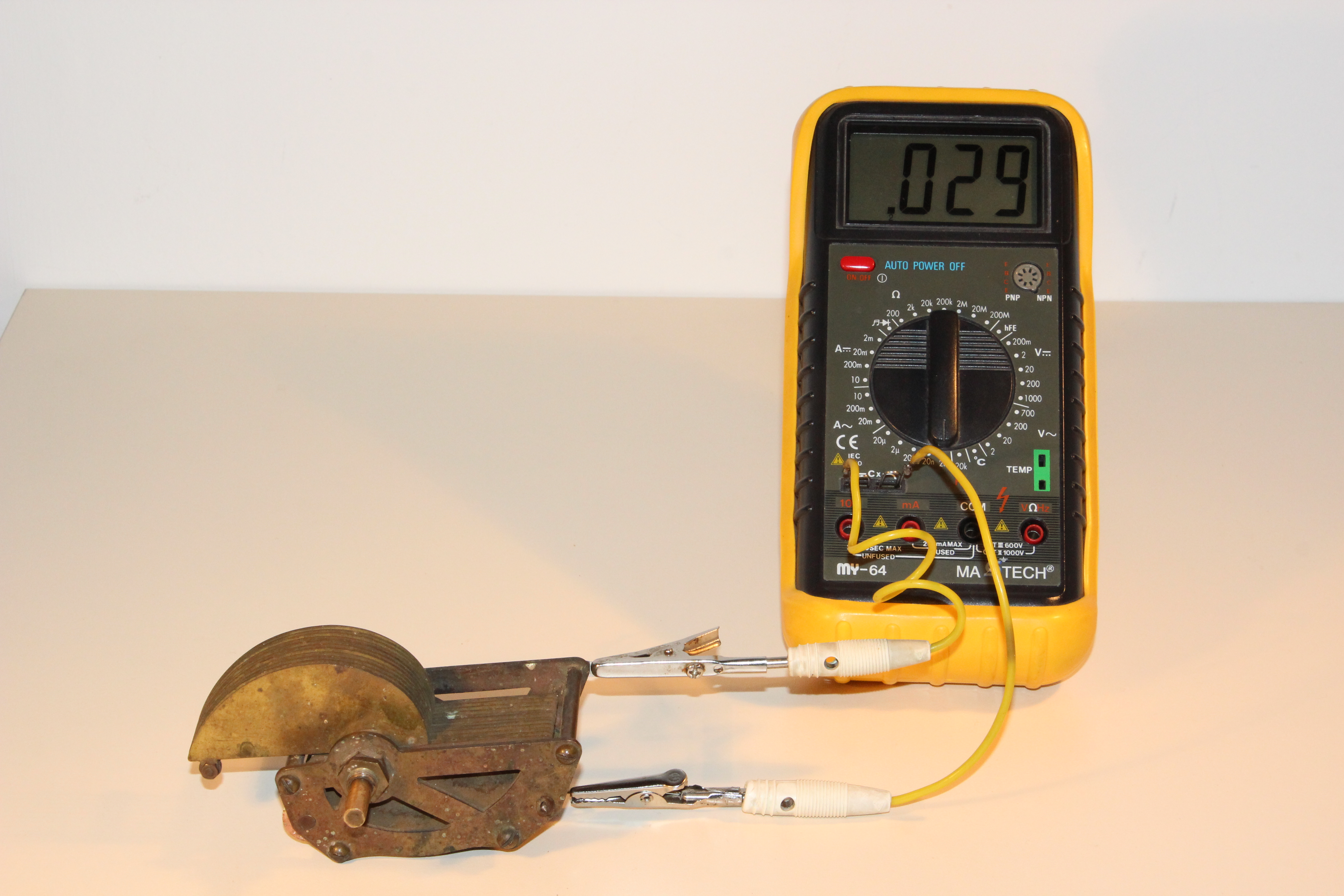
Cmin = 29 pF
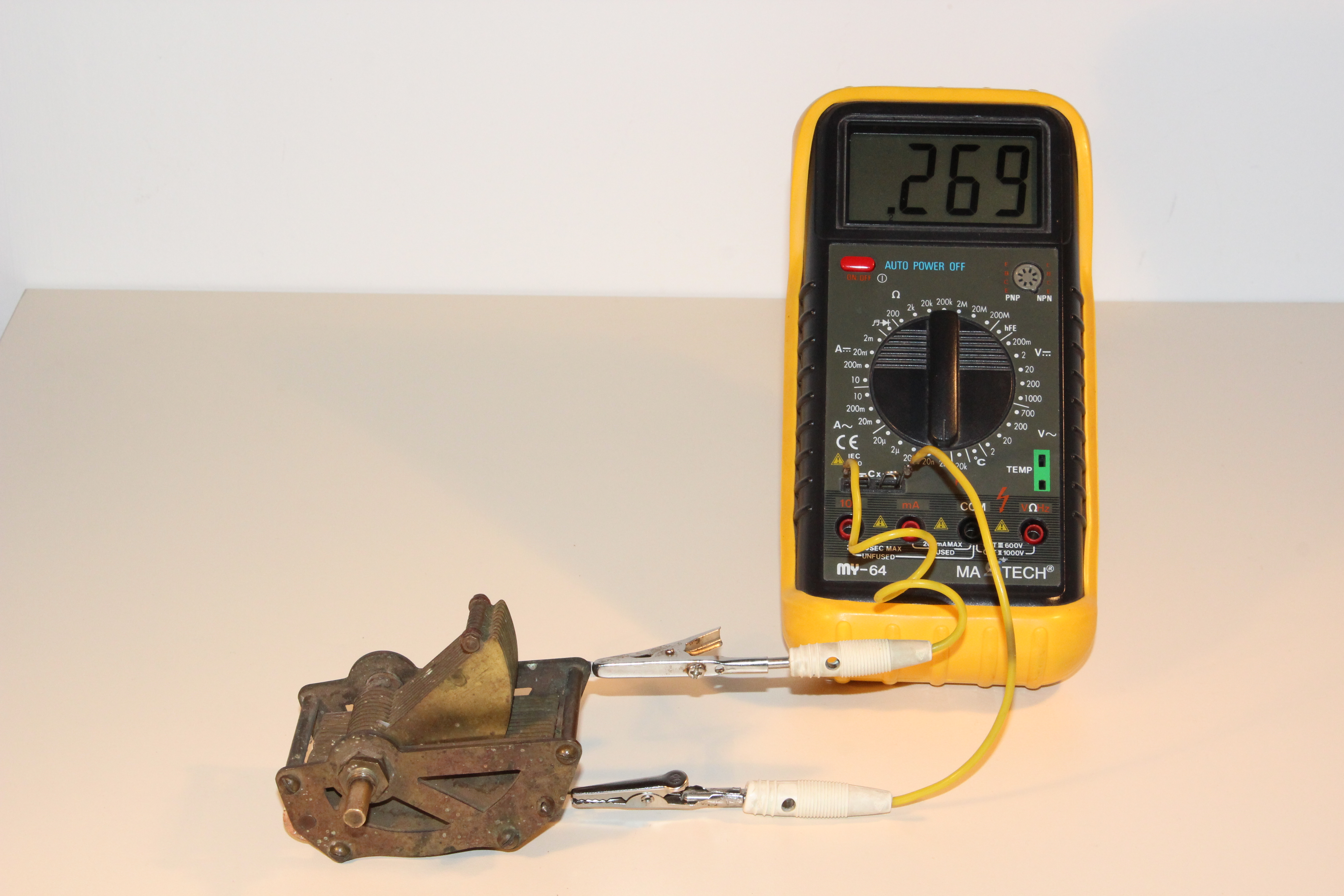
C = 269 pF
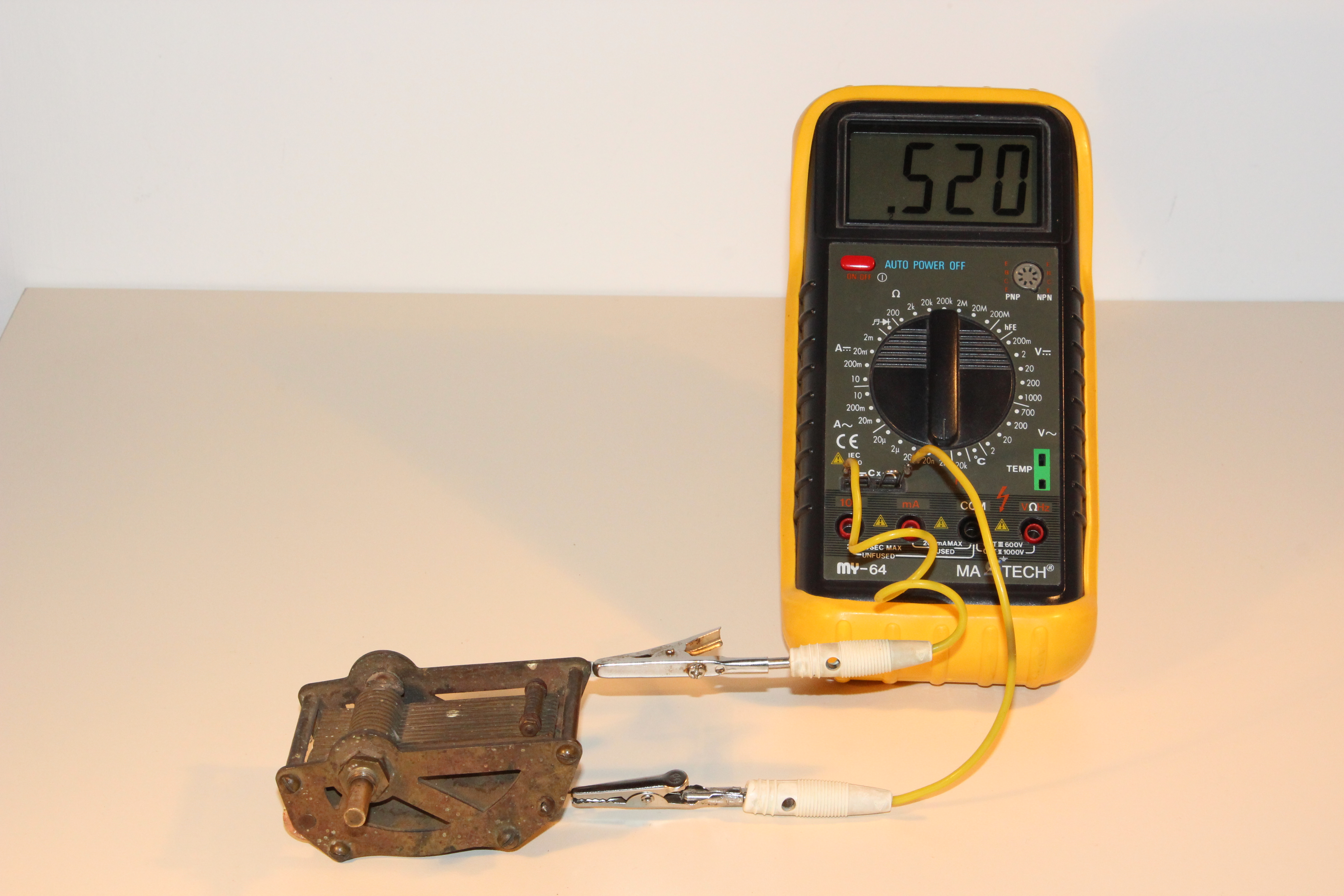
Cmax = 520 pF

### Puentes
Hay instrumentos más sofisticados que permiten medidas muy precisas, tales como los basados en un circuito puente. Variando los valores de los otros tramos en el puente, a fin de que el mismo se equilibre, el valor del condensador desconocido será determinado a partir de los valores de los otros condensadores patrón utilizados. El puente por lo general también puede medir los otros parámetros de resistencia e inductancia, de interés para los técnicos. Mediante el uso de conexiones Kelvin y otras técnicas de cuidado diseño, estos instrumentos pueden medir condensadores generalmente en un rango que abarca desde picofaradios a faradios.